# Schweizer Truppen in ägyptischen Diensten

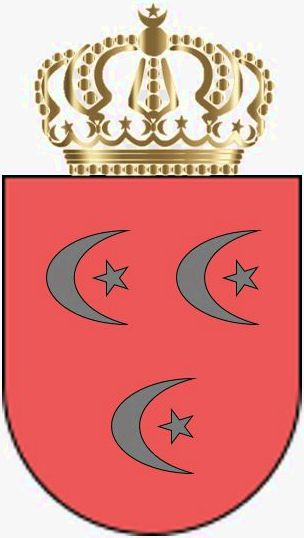
Wappen der Khediven Ägyptens

Der Khedive Muhammad Tawfiq Pascha setzte 1882 – ohne eine von schweizerischen Behörden genehmigte Kapitulation und als Teil der Europäischen Garde innerhalb seiner Gendarmerie – eine Schweizer Truppe zur Sicherung der Stadt Alexandria ein.
Schweizer Truppen in fremden Diensten hiess der von Behörden der Schweizer Eidgenossenschaft mit Staatsverträgen geregelte Solddienst von geführten, ganzen Truppenkörpern im Ausland.
Diese Verträge enthielten ein Kapitel, das die militärischen Angelegenheiten regelte: die sogenannte Kapitulation (oder Privatkapitulation, wenn einer der Vertragspartner ein privater Militärunternehmer war).

## Die Khediven Ägyptens

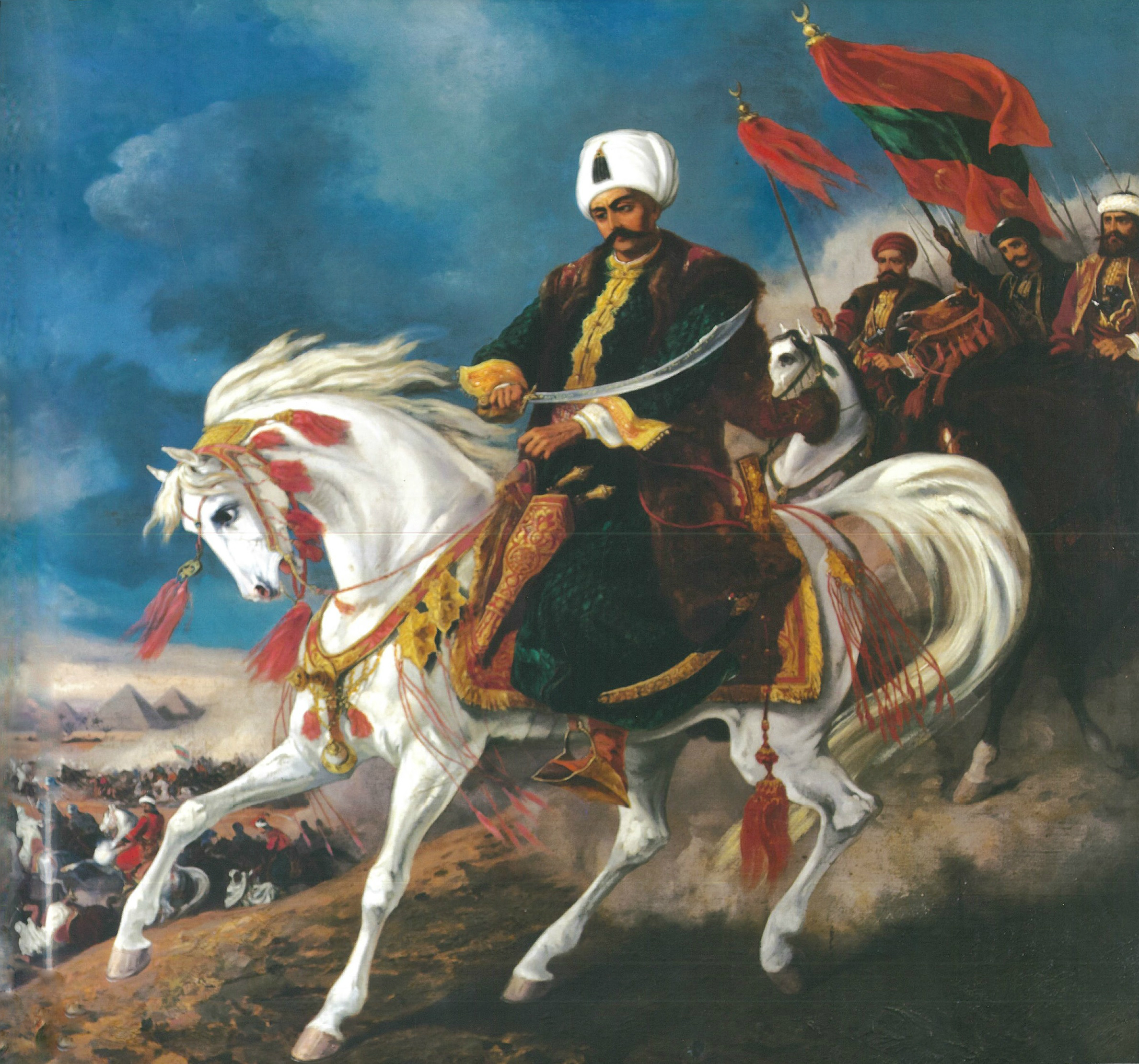
Sultan Selim I. 1512–1520
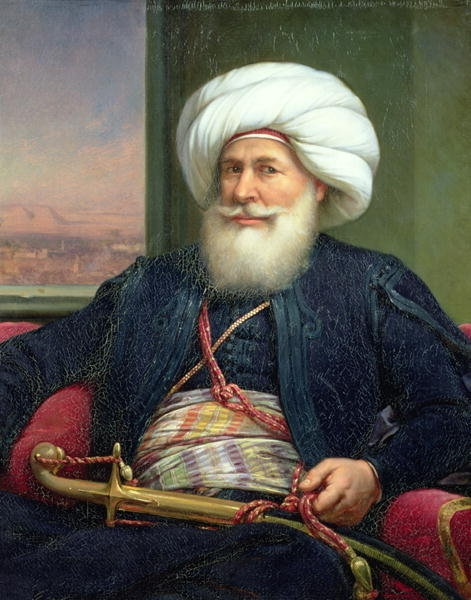
Muhammad Ali Pascha 1805–1841
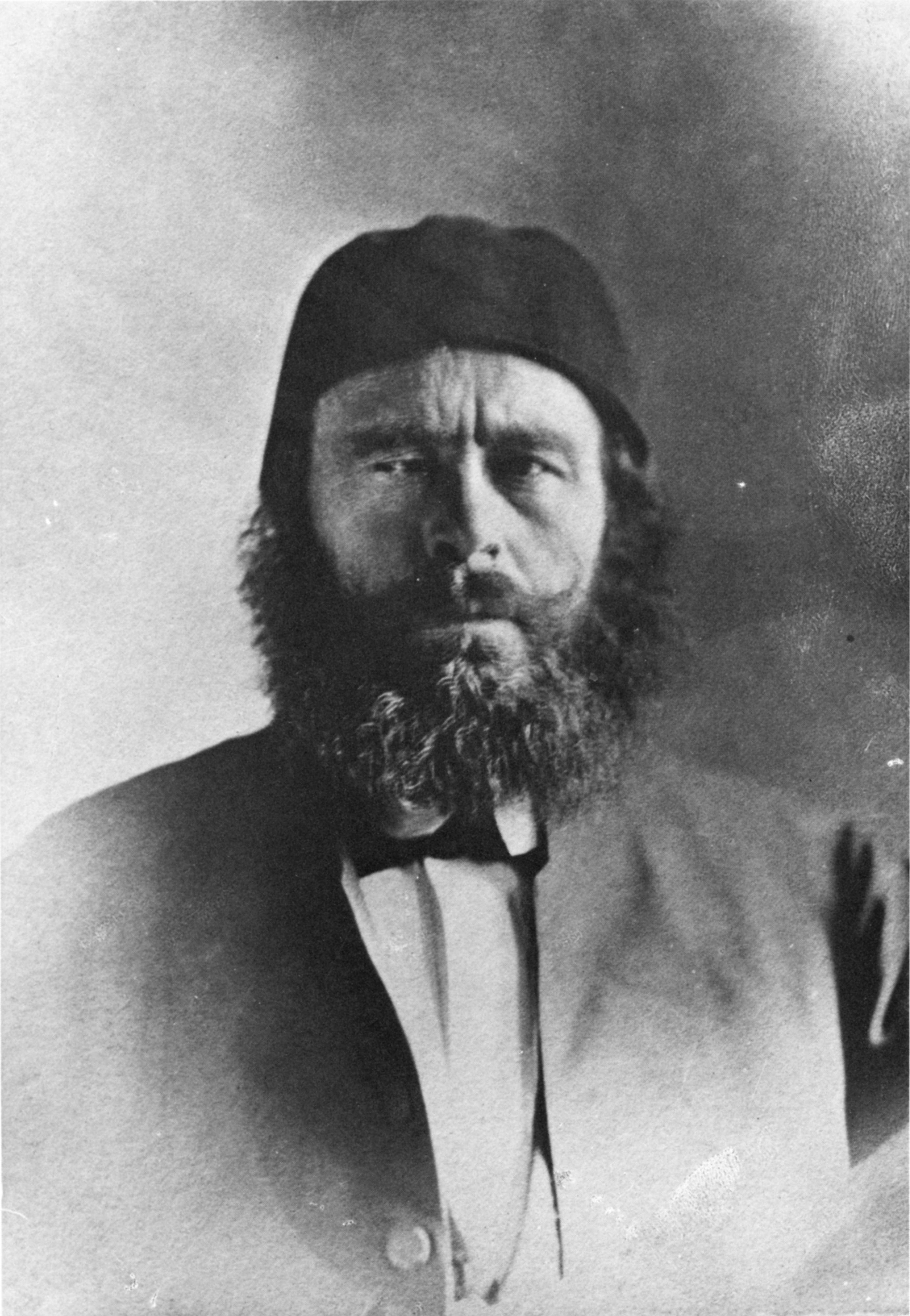
Muhammad Said Pascha 1854–1863
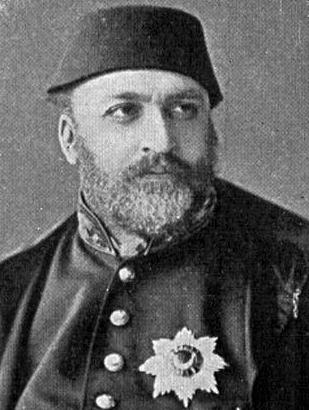
Sultan Abdülaziz 1861–1876
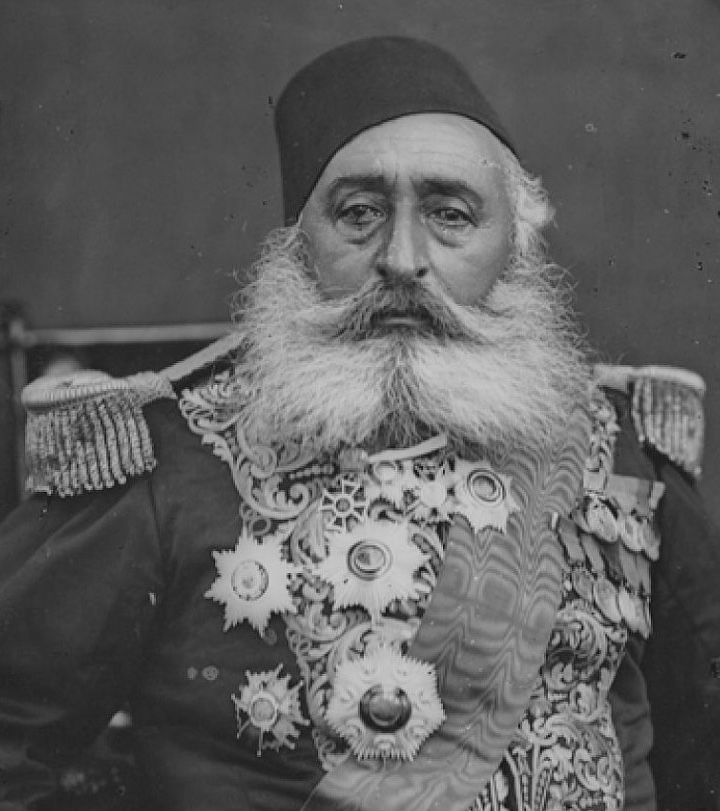
Ismail Pascha 1867–1879
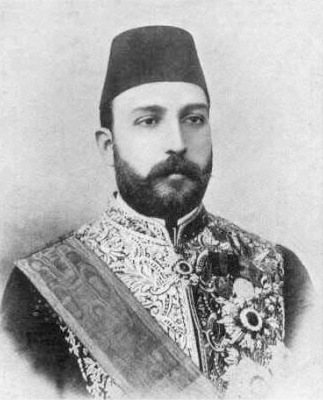
Muhammad Tawfiq Pascha 1879–1892

Sultan Selim I., «der Grausame», hatte 1517 das mamlukische Ägypten erobert und zur osmanischen Provinz gemacht. In den folgenden Jahrhunderten gelang es den Mamluken, sich als Provinz-Gouverneure von der Zentralmacht in Konstantinopel immer mehr zu emanzipieren. 1798 entmachtete Napoleon mit seiner Ägyptischen Expedition die unter sich zerstrittenen Mamluken-Fraktionen. Nach dem britischen Sieg über die Franzosen, wurden sie 1805 vom kurdischstämmigen türkischen Statthalter Muhammad Ali Pascha sogar beseitigt und vertrieben. Als einer seiner Nachfolger wurde sein Sohn Muhammad Said, und bei dessen Tod Ismail Pascha, zum Wali (Gouverneur) von Ägypten proklamiert. Ismail bekam 1867 von Sultan Abdülaziz (gegen die Verdoppelung des Tributs!) den erblichen Titel Khedive (Vizekönig) verliehen.

## Der Suezkanal

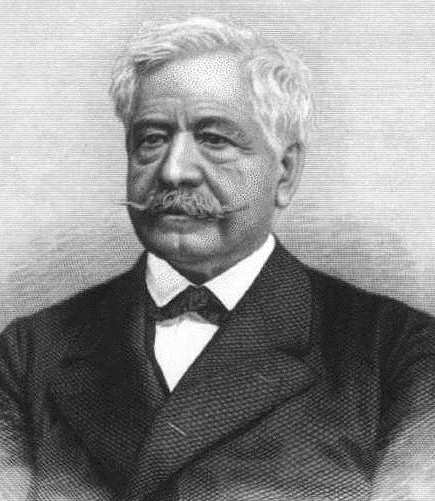
Ferdinand de Lesseps

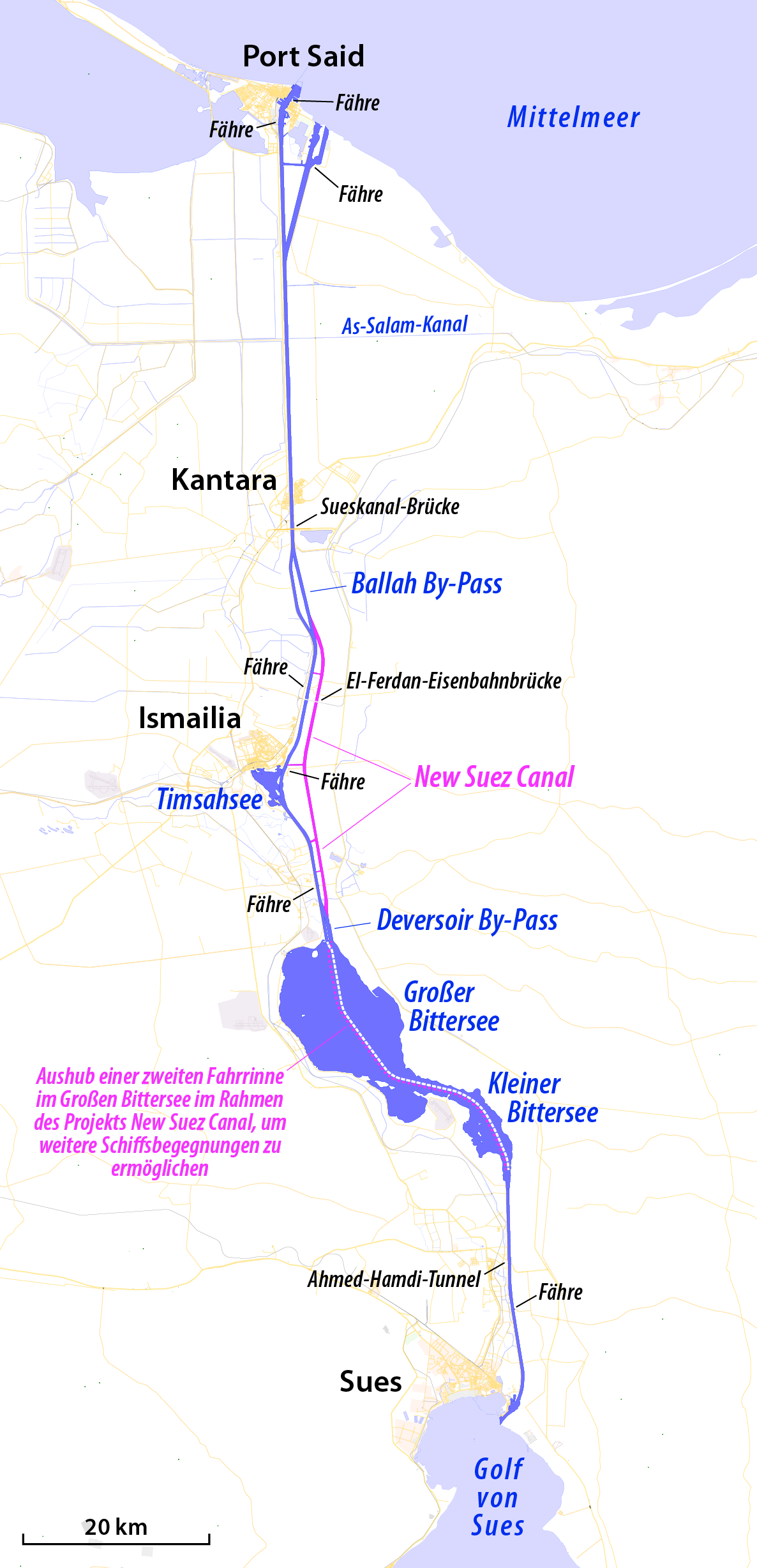
Karte des Suezkanals mit neuer Fahrrinne

1858 gründete der französische Jurist und Diplomat Ferdinand de Lesseps die Compagnie universelle du canal maritime de Suez, als ägyptische Gesellschaft mit Sitz in Alexandria und der Hauptverwaltung in Paris, mit dem Ziel den Suezkanal (siehe Dokumentarfilm unter Weblinks) zu bauen.
Die Aktien fanden wenig Anklang: 56 % des Grundkapitals von 200 Millionen Francs konnten, vorwiegend bei französischen Investoren, im Markt platziert werden. Den Rest von 44 % musste der osmanische Gouverneur von Ägypten, Muhammad Said, übernehmen.
Nach der Überwindung von vielfältigen organisatorischen, finanziellen, politischen und technischen Problemen wurde der Kanal, noch nicht vollständig fertiggestellt, 1868 mit aufwendigen Feierlichkeiten und 6.000 ausländischen und 25.000 inländischen Gästen eröffnet.
Erst 1871 waren alle Untiefen und Schmalstellen so beseitigt, dass keine wesentlichen Durchfahrtverszögerungen und Warteschlangen mehr infolge Grundberührungen oder Uferstreifungen von Schiffen auftraten. Die Baukosten waren bis dann über 400 Millionen Francs gestiegen und hatten nur mit Mühe finanziert werden können.
Die hochgespannten Erwartungen an den Erfolg des Kanals blieben vorerst unerfüllt und die Auslastung des Kanals verharrte weit unter den Annahmen. Die Einnahmen durch Gebühren waren, infolge Fehlens internationaler Normen für die Schiffsvermessung, ein dauerndes Ärgernis und chronisch zu tief. Der Kurs der Aktie sank unter die Hälfte des Nominalwertes, die Aktionäre erhielten weder die statutengemässe Verzinsung des Aktienkapitals noch eine Dividende und die Direktoren nur ein kümmerliches Gehalt. Lesseps soll deswegen an einer Aktionärsversammlung sogar beinahe Prügel bezogen haben. Zur Durchsetzung einer internationalen Gebührenordnung musste schliesslich Militär eingesetzt werden.
Als seine Schuldenlast, durch die jährlichen Kreditaufnahmen, knapp 100 Millionen Pfund betrugen, war Ägypten zahlungsunfähig. Ismail Pascha war gezwungen, 1875 seinen Aktienanteil an Grossbritannien, den Hauptnutzer des Suezkanals, zu verkaufen. Er musste zudem den Einsatz einer französisch-britischen Expertengruppe zur Sanierung der zerrütteten ägyptischen Staatsfinanzen akzeptieren.

## Die jungen Ägypter begehren auf
Durch seine Finanzprobleme war Ismail Pascha tief in die Abhängigkeit der Geldgeber geraten und erpressbar geworden. Vor allem Grossbritannien war, wegen des 7'000 km kürzeren Seeweges nach Indien, die wichtigste britische Kolonie, mit Abstand am meisten am Suezkanal interessiert und begann mehr und mehr britische staatliche Funktionäre in Ägypten einzusetzen. Als sich Ismail zu widersetzen begann, wurde er zur Abdankung gezwungen und durch seinen willfährigeren Sohn Muhammad Tawfiq ersetzt.
1680 musste Ägypten die Hälfte seiner Staatseinnahmen für die Schuldentilgung verwenden. Die Folgen waren eine hohe Steuerlast, Lohnkürzungen und ausbleibende Salärzahlungen der Beamten sowie Entlassungen von Armeeangehörigen und Offizieren. Die Situation eskalierte in einen von Kriegsminister Ahmed Urabi Pascha angeführten Volksaufstand und am 4. Juni 1882 zu einem Massaker an europäischen Zivilisten in Alexandria.
Grossbritannien, um den Kontrollverlust über den Suezkanal besorgt, intervenierte umgehend militärisch. In der Schlacht von Tel-el-Kebir im September wurde die ägyptische Armee in weniger als einer Stunde zerschlagen und Urabi gefangen genommen. Er wurde nach Sri Lanka deportiert, die Urabi-Bewegung niedergeschlagen und Ägypten für lange Jahre bis 1956 durch britische Streitkräfte besetzt.

## Die Europäische Garde sorgt in Alexandria für Ordnung und Sicherheit
Nach dem Schock vom Juni, als 350 Europäer in Alexandria massakriert worden waren, bemühte sich Muhammad Tawfiq, mit der Aufstockung des einheimischen Gendarmenkorps durch eine Garde, bestehend aus Italienern, Österreichern und Schweizern, die Sicherheit der Europäer in Alexandria wiederherzustellen, zu gewährleisten und die Rückkehr der Geflüchteten zu erreichen.
So entstand im Oktober 1882 eine nicht reguläre Schweizer Truppe in ägyptischen Diensten.
| Bezeichnung, Einsatzdauer         | Schweizer Garde nicht regulär 1882–1883 | Schweizer Garde nicht regulär 1882–1883 |
| Jahr, Vertragspartner             | 1882, individuelle Werbung anhand eines «Règlement général pour le corps des sergents de ville et pour l’administration de ce corps du 18 décembre 1872» (deutsch: Allgemeines Reglement [der Präfektur Alexandria?] für die Stadtpolizei und deren Administration vom 18. Dezember 1872) durch Théodore Portier, Agent der Khediven in Genf. Das Dokument soll aber den Angeworbenen nicht bekannt und bei ihrer Ankunft in Alexandria nicht mehr in Kraft gewesen sein. |                                         |
| Bestand, Formation                | 1 Freikorps von 420 Mann in 4 Kompagnien von 100 Mann. |                                         |
| Herkunft Kader, Truppe            | Schweizer. |                                         |
| Besitzer, Kommandant, Namensgeber | - Kommando Gendarmerie-Korps von Alexandria: General Tankred Della Sala (einheimischer Europäer, aus Mailänder Adel, Ex-Offizier in kaiserlich-österreichischem Dienst); - Kommando Europäische Garde: Oberst Karl von Moeckeln (Rittmeister der Ulanen, österreichischer Kavallerieoffizier); - Kommando Schweizer Garde: Major Pierre Bauer aus Genf; - 1. Kompagnie (französischsprechende Schweizer): Hauptmann Hilaire Gay, Oberleutnant L.-B. Pillonnel, Leutnant J.-F. Blondel; - 2. Kompagnie (Deutschschweizer): Hauptmann Probst, Leutnant E. Studer und Unterleutnant W. Stämpfli; - 3. Kompagnie (Deutschschweizer): Hauptmann D. Wüthrich, Leutnant Maurice-Joseph-Théodore de Courten (später Hauptmann der 4. Kompagnie) und Unterleutnant Dittlinger; - 4. Kompagnie (Depotkompagnie): Hauptmann M.-J.-T. de Courten. |                                         |
| Einsatz, Ereignisse               | Der Schock des Massakers vom Juni 1882 an 350 Europäern in Alexandria während des Urabi-Aufstandes, daraufhin die schwere Bombardierung der Stadt durch die britische Marine (siehe Weblinks) und schliesslich die Inbrandsetzung des europäischen Viertels durch die abziehende ägyptische Armee, hatten viele der teilweise alteingesessenen 60'000 Europäer (von insgesamt 170'000 Einwohnern Alexandrias) in die Flucht getrieben. - Mohamed-Ali-Platz vor der Bombardierung - Bombardement durch die britische Marine 1882 - Mohamed-Ali-Platz nach der Bombardierung - Hilaire Gay du Borgeal - Standorte der Schweizer Garde in Alexandria 1882/83 Die britische Armee kümmerte sich in erster Linie um die Sicherung des Suezkanals und das britische Kabinett (die Regierung Grossbritanniens) und sein Ableger in Ägypten schauten, nachdem sie dessen Armee eliminiert hatten, skeptisch auf die Absichten Muhammad Tawfiq Paschas. Die Regierung des Khediven jedoch sorgte sich um die Rückkehr ihrer europäischen Landsleute. Sie beauftragte ihre Agenten in Italien, Österreich und der Schweiz, zu deren Sicherheit geeignete Männer zwischen 20 und 40 Jahren alt für eine Europäische Garde von 1'000 Mann im Korps der Gendarmen von Alexandria anzuwerben. In der Schweiz ging dieser Auftrag an den Agenten des Khediven in Genf, Théodore Portier. Er übergab Hilaire Gay du Borgeal aus Orsières und Martigny, dem späteren Professor, Grossrat und Schriftsteller in Genf, am 8. Oktober 1882 in Genf das Patent als Hauptmann in dieser Einheit. Seine Erlebnisse dort hat dieser in einer kleinen Broschüre festgehalten. Sie ist unsere wichtigste Informationsquelle. Als Hauptmann Hilaire Gay am 17. Oktober 1882 in Alexandria eintraf, fand er in den Kasernen von Ras-el-Tin je zwei Kompagnien Italiener, Schweizer und Österreicher vor – die ersten geführt von einem Hauptmann, die zweiten von Oberleutnant Pillonnel und die dritten von einem Leutnant – in ziemlich desorganisiertem Zustand vor. Die Gardisten kannten ihre Aufgabe nicht, verfügten über zu wenig Gewehre und bei vielen fehlte, ausser dem roten Fes mit schwarzer Seidenquaste als Kopfbedeckung, auch die Uniform. Sie bestand aus einer einreihigen braunen Tunika mit gelben Metallknöpfen mit Stern und Halbmond und roten Bordüren, Kragen sowie Umschlägen, einer blauen Hose, ebenfalls mit roten Bordüren und einem schwarzen Kapuzenmantel. Mit den wenigen Remington Gewehren konnten nur die Wachen vor den Kasernen ausgerüstet werden, die übrigen Gardisten trugen einen Yatagan (osmanischer Säbel). Hauptmann Gay übernahm das vorläufige Kommando über die Europäische Garde bis zum Eintreffen von Oberst von Möckeln. Bis dann hatte er einen geregelten Tagesablauf und ein Rapportwesen eingeführt sowie die rasch wachsende Mannschaft einheitlich in sechs Kompagnien von gleicher Nationalität organisiert und mit einem Kader ausgestattet: je 1 Hauptmann, Leutnant und Unterleutnant, 2 Brigadiers, 6–8 Unter-Brigadiers, 1 Fourier und 100 Mann. Die Stadt Alexandria war in Kommissariate mit einer bestimmten Anzahl Strassen und Plätze eingeteilt, die sie zu überwachen hatten. Die Wachen wurden im 4-Stunden-Rhythmus gewechselt und der Postenchef teilte den Doppelpatrouillen ihre Überwachungsaufgabe in einem Teilgebiet des Kommissariats und einen festen Patrouillenumgang zu. Auf ähnliche Weise wurden auch wichtige Punkte der Stadt wie die Stadttore, der Hafen und das Gefängnis bewacht. Hauptmann Gay führte den regelmässigen Rondendienst ein, liess ihn von den Vorgesetzten überwachen und gewöhnte die Mannschaft an die disziplinierte Regelmässigkeit des militärischen Alltags. Als der Kommandant der Schweizer Garde, Pierre Bauer aus Genf, mit dem letzten Schweizer Rekrutentransport eintraf, hatte Gay das Schweizer Kontingent bereits in die besser geeignete Kaserne von Moharem-Bey in der Nähe des Fort Napoleon und des Sidi Gaber Bahnhofes der Eisenbahn nach Kairo übersiedelt. Er übernahm nun das Kommando der 1. Schweizer Kompagnie. Doch schon bald wurde der Sold nicht mehr pünktlich ausbezahlt. Gegen Ende Jahr führte ein Sanitätsoffizier der Gendarmerie eine strenge sanitarische Untersuchung durch und erklärte ganze Reihen von bewährten Gardisten (schweizerischer Militärdienst, fremde Dienste in Afrika, Fremdenlegion) aus geringfügigen Gründen (Krampfadern u. ä.) als ausgemustert. Die Bestände der Kompagnien wurden nun kräftig reduziert, die vierte Kompagnie sogar vollständig aufgehoben. Ein Angebot von zwei Monatssolden und zusätzlich die Reisekosten nach Marseille wurde denen offeriert, die freiwillig den Dienst quittierten. Wobei das Geld erst nach der Abfahrt auf dem Schiff ausbezahlt wurde. Zusammen mit den meisten Offizieren machte auch Hauptmann Hilaire Gay von diesem Angebot Gebrauch. Die Schweizer Garde in khedivischen Diensten löste sich Anfang 1883 nach gut drei Monaten bereits wieder auf. Der Vorgang wurde in der internationalen Presse verfolgt. Selbst in der tiefsten deutschen Provinz war ein Anflug von Schadenfreude zu spüren. Einige der Entlassenen traten in das einheimische Gendarmenkorps oder in die ägyptische Armee ein. |                                         |

Die Werbung des khedivischen Agenten Théodore Polier verstiess, ausser die eidgenössischen Behörden haben diese Schweizer Garde nicht als militärische, sondern als polizeiliche Truppe eingestuft, sowohl gegen das Militärstrafgesetzbuch von 1851 als auch gegen das Bundesstrafrecht von 1853. Es war uns aus den zugänglichen Quellen nicht ersichtlich, wie sich die Lage diesbezüglich darstellte.
Der Eintritt in diese Schweizer Truppe in ägyptischen Diensten hingegen war den Offizieren und Gardisten damals jedoch durchaus erlaubt. Das Bundesgesetz von 1859 war vor allem gegen das Kapitulationswesen der Kantone und den Eintritt in die Fremdenlegion gerichtet. Die Europäische Garde des Khediven Muhammad Tawfiq Pascha war, als Teil der ägyptischen Gendarmerie, so oder so eine offizielle staatlichen Truppe, in die einem Schweizer Bürger nach dem Wortlaut des Gesetzes einzutreten erlaubt war, wenn er seine schweizerische Militärdienstpflicht nicht vernachlässigte. Erst das Militärstrafgesetz von 1927 verbot jeglichen fremden Militärdienst.